# Sárközi Vilmos
Sárközi Vilmos (Budapest, 1966–) magyarországi cigány festőművész.

## Életpályája
Szülei korán meghaltak, így Sárközi Vilmos gyermekotthonban nevelkedett. Már kisgyermekként is a festés és a rajzolás érdekelte. Az 1990-es években bekapcsolódott a Cigány Ház alkotótáborának munkájába. Főleg tájképeket, csendéleteket, szentképeket és szimbolikus képeket fest. Alkotásait őrzi a Cigány Ház Képzőművészeti Közgyűjteménye. Az utóbbi időkben agyagozással, vesszőfonással és bútorkészítéssel is foglalkozik. A 2009-es Cigány festészet című reprezentatív album közölte szakmai életrajzát és öt olajfestményét.

## A 2009-es Cigány festészet című albumba beválogatott képei
- Szent Család (olaj, fa, 16x17 cm, 1999)
- Baba a mezőn (olaj, farost, 17x14 cm, 1998)
- Pipacsok (olaj, fa, 14x16 cm, 1999)
- Új-zélandi táj (olaj, fa, 28x16 cm, 1999)
- 28 lóerő (olaj, fa, 64x42 cm, 1999)[1]